# Sikorski Iliá Múromets
El Iliá Múromets (en ruso: «Илья́ Му́ромец») fue un avión biplano ruso creado en 1912 basado en el Bolshói Baltiski, el primer avión diseñado por Ígor Sikorski. El Ilyá Múromets fue el primer bombardero pesado cuatrimotor de Rusia y del mundo, utilizado desde el principio como unidad de bombardeo estratégico. El avión tomó el nombre de Ilyá Múromets, un héroe de la mitología eslava.
El avión Ilya Muromets, tal como apareció en 1913, fue un diseño revolucionario de madera maciza, destinado al servicio comercial con su espacioso fuselaje que incorpora un salón de pasajeros y un baño a bordo. El Ilya Muromets es el primer avión multimotor del mundo en producción (al menos 60 construidos).
Durante la Primera Guerra Mundial, se convirtió en el primer bombardero de cuatro motores en equipar una unidad de bombardeo estratégico dedicada. Este bombardero pesado no tenía rival en las primeras etapas de la guerra, ya que las Potencias Centrales no tenían aviones capaces de rivalizar con él hasta mucho más tarde.

## Desarrollo
El Ilyá Múromets (también conocido como Sikorsky S-22) fue diseñado por Ígor Sikorski y construido en la Fábrica de Vagones del Báltico (RBVZ) de Riga en 1913. Está basado en el primitivo S-21 Russky Vítyaz, que había jugado un importante papel en el desarrollo e industria de la aviación con múltiples motores en Rusia.

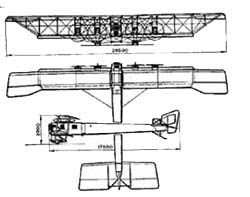
Plano esquemático del Ilyá Múromets.

Rusia tuvo la oportunidad de convertirse en el pionero de los vuelos civiles multi-pasajeros y multimotor. El Ilyá Múromets inicial fue concebido y construido como un avión de lujo. En los primeros tiempos de la historia de la aviación, se construyó un ala aparte para los pasajeros, con sillones, camas e incluso baño. El avión también disponía de calefacción y luz eléctrica. La cabina del S-22 tenía espacio suficiente para que varias personas pudieran observar al piloto. Las aberturas a ambos lados del fuselaje permitieron que los mecánicos subieran a las alas inferiores para dar servicio a los motores durante el vuelo. Una escotilla en el lado izquierdo proporcionó una entrada a la cabina principal, detrás de la cabina. La cabina principal presentaba dos grandes ventanas a cada lado. Más atrás contaba con una cabina privada que incluía una litera, una mesa pequeña y un armario. La iluminación fue proporcionada por un generador accionado por el viento y la calefacción era suministrada por dos largos tubos de escape del motor que pasaban por los costadoss de la cabina. A pesar de muchos avances, los instrumentos de vuelo en los Ilya Muromets eran primitivos. Incluyeron cuatro tacómetros, uno por motor, una brújula, un altímetro bruto e indicador de velocidad del aire, dos tubos de vidrio en forma de V y una bola para indicación de banco, y una serie de barras horizontales situadas verticalmente en la punta del fuselaje para medir las subidas y descensos. Más tarde, en las variantes de bombardero, se agregó un indicador de deriva y una vista de bomba elemental para ayudar al bombardeo.
En 1913, el Ilya Muromets n.º 107 voló por primera vez y el 11 de febrero de 1914, el segundo prototipo (fuselaje 128 de la fábrica) despegó para su primer vuelo de demostración con 16 pasajeros a bordo, marcando un récord en cuanto a número de pasajeros transportados. Del 30 de junio al 12 de julio de 1914, estableció un récord mundial al hacer un viaje desde San Petersburgo a Kiev, una distancia de unos 1 200 km, y de regreso. El primer tramo duró 14 horas y 38 minutos, con un aterrizaje de combustible en Orsha, y el de regreso, con una parada de combustible en Novosokolniki, tomó aún menos tiempo, unas 13 horas. La aclamación recibida por Sikorsky incluyó al zar Nicolás II que le presentó la Orden de San Vladimir, cuarto grado, organizando una exención del borrador de la guerra para permitirle continuar su trabajo de diseño, y una promesa de una subvención por valor de 100 000 rublos de la Duma del Estado. Durante una revisión militar imperial en Krasnoye Selo en julio, Nicolás II decoró y bautizó el Prototipo Militar Tipo B de Ilya Muromets, n.º 128, el «Kievsky».
Durante las pruebas, los Ilya Muromets fueron equipados con esquís y pontones en previsión de la producción de nuevas variantes. Si no hubiera sido por la Primera Guerra Mundial, los Ilya Muromets probablemente habrían comenzado vuelos de pasajeros ese mismo año.
Con el comienzo de la Primera Guerra Mundial, los resultados de los vuelos de prueba alentaron a Sikorsky a rediseñar el avión para convertirse en el «Militar Ilia Mourometz, Tipo V», el primer bombardero diseñado específicamente para el mundo. El nuevo bombardero pesado era un poco más pequeño y liviano que el Tipo A. Los bastidores internos transportaban hasta 800 kg de bombas, y se agregaron posiciones para hasta nueve ametralladoras para defensa propia en varios lugares, incluida la cola extrema. El Muromets (en su variante S-25 Geh-2, marzo de 1916) fue el primer avión en la historia en incorporar una posición de artillero de cola. Los motores estaban protegidos con una armadura de 5 mm de grosor. La versión militar fue diseñada expresamente para volar a gran distancia tanto en funciones de bombardeo como de reconocimiento.

## Historia operacional

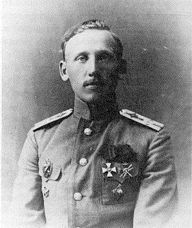
Yosip Stanislavovich Bashko, piloto del "Ilya Muromets" con base en Kiev.

Cuando estalló la Primera Guerra Mundial, solo dos bombarderos Ilya Muromets se completaron de una producción inicial de diez aviones. En agosto de 1914, el Ilya Muromets fue presentado al Servicio Aéreo Imperial Ruso y el 10 de diciembre de 1914, los rusos formaron su primer escuadrón de diez bombarderos, aumentando lentamente el número a 20 a mediados de 1916. Las operaciones con los bombarderos pesados comenzaron el 12 de febrero de 1915 con una incursión en las posiciones alemanas de primera línea. Durante la Primera Guerra Mundial, los alemanes a menudo eran reacios a atacar al Ilya Muromets en el aire debido a su poder de fuego defensivo, incluida una posición única de cañón de cola, y la dificultad de derribar un avión tan grande. Una vez comprometidos, los pequeños combatientes también descubrieron que fueron golpeados por el lavado de hélices. El 12 de septiembre de 1916, los rusos perdieron su primer Ilya Muromets en una pelea con cuatro Albatros alemanes, tres de los cuales logró derribar. Esta fue también la única pérdida para la acción del enemigo durante la guerra; otros tres resultaron dañados en combate, pero lograron regresar a la base para ser reparados.
Los rusos construyeron 83 bombarderos Ilya Muromets entre 1913 y 1918. Durante este período, fueron los primeros en la historia de la aviación en realizar bombardeos de bombarderos pesados, con ataques de grupos de bombarderos contra objetivos enemigos, bombardeos nocturnos y evaluación de daños de bombas fotográficas. También fueron los primeros en desarrollar tácticas defensivas para un solo bombardero involucrado en un combate aéreo con varios combatientes enemigos. Debido a las actualizaciones sistemáticas de armas, la efectividad del lanzamiento de bombas alcanzó el 90%.
El Ilya Muromets realizó más de 400 salidas y lanzó 65 toneladas de bombas durante la guerra. Para 1917, el desgaste por el vuelo constante había reducido sustancialmente la flota de bombardeos y solo quedaban cuatro bombarderos en primera línea; los otros Ilya Muromets fueron relegados a tareas de entrenamiento. Los bombarderos pesados de otros participantes aparecieron en 1916, todos se parecían en cierta medida al pionero ruso. El gobierno ruso y el propio Sikorsky vendieron la licencia de diseño y producción a los gobiernos británico y francés. Los alemanes intentaron copiar su diseño, utilizando los fragmentos de los Ilya Muromets que habían derribado sobre su territorio en septiembre de 1916. A fines de 1916, generalmente se creía que el diseño estaba al final de su ciclo de desarrollo, con las modificaciones posteriores a aeronaves individuales, como armaduras y armas adicionales, lo que hace que la aeronave sea demasiado pesada y no apta para el uso operativo. Los continuos cambios en el campo, así como en la fábrica, llevaron a muchos aviones a ser redesignados como una nueva variante. Otros diseños basados en los bombarderos originales del Ilya Muromets incluyeron una versión de ataque más dedicada.

### Después de laRevolución de Octubre
Después de la Revolución de febrero de 1917, los bombarderos Ilya Muromets continuaron volando con el Ejército Imperial Ruso, pero otros fueron capturados por el gobierno provisional con pilotos que también desertaron al escuadrón ucraniano de Hetman y al General Pavlo Skoropadsky, con al menos un Ilya Muromets volando por las fuerzas polacas. El resto del avión voló con el Ejército Rojo hasta mediados de 1919.
Los Ilya Muromets continuaron en producción después de la guerra con un puñado aún en producción. De mayo a octubre de 1921, el avión se utilizó en su función original de transporte de pasajeros en la línea Moscú-Járkov, seis sobrevivientes continuaron en servicio como un avión de pasajeros civil y un avión de correo. Después de transportar 60 pasajeros y dos toneladas de carga, se consideró que los Ilya Muromets eran demasiado difíciles de mantener, ya que los motores y los fuselajes se desgastaron y el 10 de octubre de 1922, los aviones fueron retirados. El último vuelo de un bombardero de Ilya Muromets tuvo lugar en 1922 en la Escuela de lanzamiento aéreo y lanzamiento de bombas en Serpukhov.

## Operadores
Fuerza Aérea Polaca
- (un avión operado en 1918)

 Fuerza Aérea Imperial de Rusia
 Fuerza aérea de la RSFS de Rusia
 Glavvozdukhflot (Dirección General de la Flota Aérea)
 Fuerza aérea de la República Nacional Ucraniana
 Fuerza aérea del Hetmanato
 Fuerza Aérea Soviética

## Características
| Илья Муромец Ilyá Múromets          | ИМ -Б IM-B                                                  | ИМ-В IM-V                                                   | ИМ-Г-1 IM-G-1                                               | ИМ-Д-1 IM-D-1                                               | ИМ-Е-1 IM-E-1                                               |
| Tipo de avión                       | Bombardero pesado                                           | Bombardero pesado                                           | Bombardero pesado                                           | Bombardero pesado                                           | Bombardero pesado                                           |
| Fabricante                          | Departamento aeronáutico de la Fábrica de Vagones Ruso-Balt | Departamento aeronáutico de la Fábrica de Vagones Ruso-Balt | Departamento aeronáutico de la Fábrica de Vagones Ruso-Balt | Departamento aeronáutico de la Fábrica de Vagones Ruso-Balt | Departamento aeronáutico de la Fábrica de Vagones Ruso-Balt |
| Usuarios                            | Fuerza Aérea Imperial de Rusia                              | Fuerza Aérea Imperial de Rusia                              | Fuerza Aérea Imperial de Rusia                              | Fuerza Aérea Imperial de Rusia                              | Fuerza Aérea Imperial de Rusia                              |
| Año de producción                   | 1913-1914                                                   | 1914-1915                                                   | 1915-1917                                                   | 1915-1917                                                   | desde 1916                                                  |
| Largo, metros                       | 19                                                          | 17,5                                                        | 17,1                                                        | 15,5                                                        | 18,2                                                        |
| Tamaño del ala superior, metros     | 30,9                                                        | 29,8                                                        | 30,9                                                        | 24,9                                                        | 31,1                                                        |
| Tamaño del ala inferior, metros     |                                                             | 21,0                                                        |                                                             |                                                             |                                                             |
| Superficie alar, metros2            | 150                                                         | 125                                                         | 148                                                         | 132                                                         | 200                                                         |
| Peso en vacío, kilogramos           | 3100                                                        | 3500                                                        | 3800                                                        | 3150                                                        | 4800                                                        |
| Peso cargado, kilogramos            | 4600                                                        | 5000                                                        | 5400                                                        | 4400                                                        | 7000                                                        |
| Duración del vuelo, horas           | 5                                                           | 4,5                                                         | 4                                                           | 4                                                           | 4,4                                                         |
| Techo de vuelo, metros              | 3000                                                        | 3500                                                        | 3000                                                        | ?                                                           | 2000                                                        |
| Promedio de ascenso, metros/minutos | 2000/30'                                                    | 2000/20'                                                    | 2000/18'                                                    | ?                                                           | 2000/25'                                                    |
| Velocidad máxima, km/h              | 105                                                         | 120                                                         | 135                                                         | 120                                                         | 130                                                         |
| Motores                             | 4 motores «Argus» 140 cv (en línea)                         | 4 motores «Руссобалт» (Ruso-balt) 150 HP (en línea)         | 4 motores «Sunbeam» 160 HP (en línea)                       | 4 motores «Sunbeam» 150 HP (en línea)                       | 4 motores «Renault» 220 HP (en línea)                       |
| Cantidad producida, aviones         | 7                                                           | 30                                                          | ?                                                           | 3                                                           | ?                                                           |
| Tripulación, personas               | 5                                                           | 5-6                                                         | 5-7                                                         | 5-7                                                         | 6-8                                                         |
| Armamento                           | 2 ametralladoras 350 kg de bombas                           | 4 ametralladoras 417 kg de bombas                           | 6 ametralladoras 500 kg de bombas                           | 4 ametralladoras 400 kg de bombas                           | 5-8 ametralladoras 300−500 kg de bombas                     |

## Galería

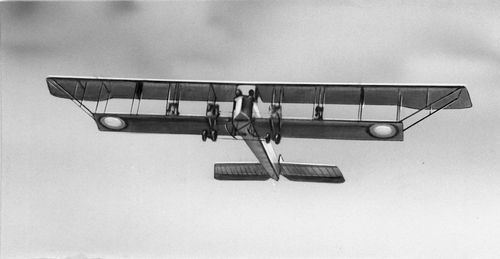
Bombardero estratégico Sikorsky Ilyá Múromets.
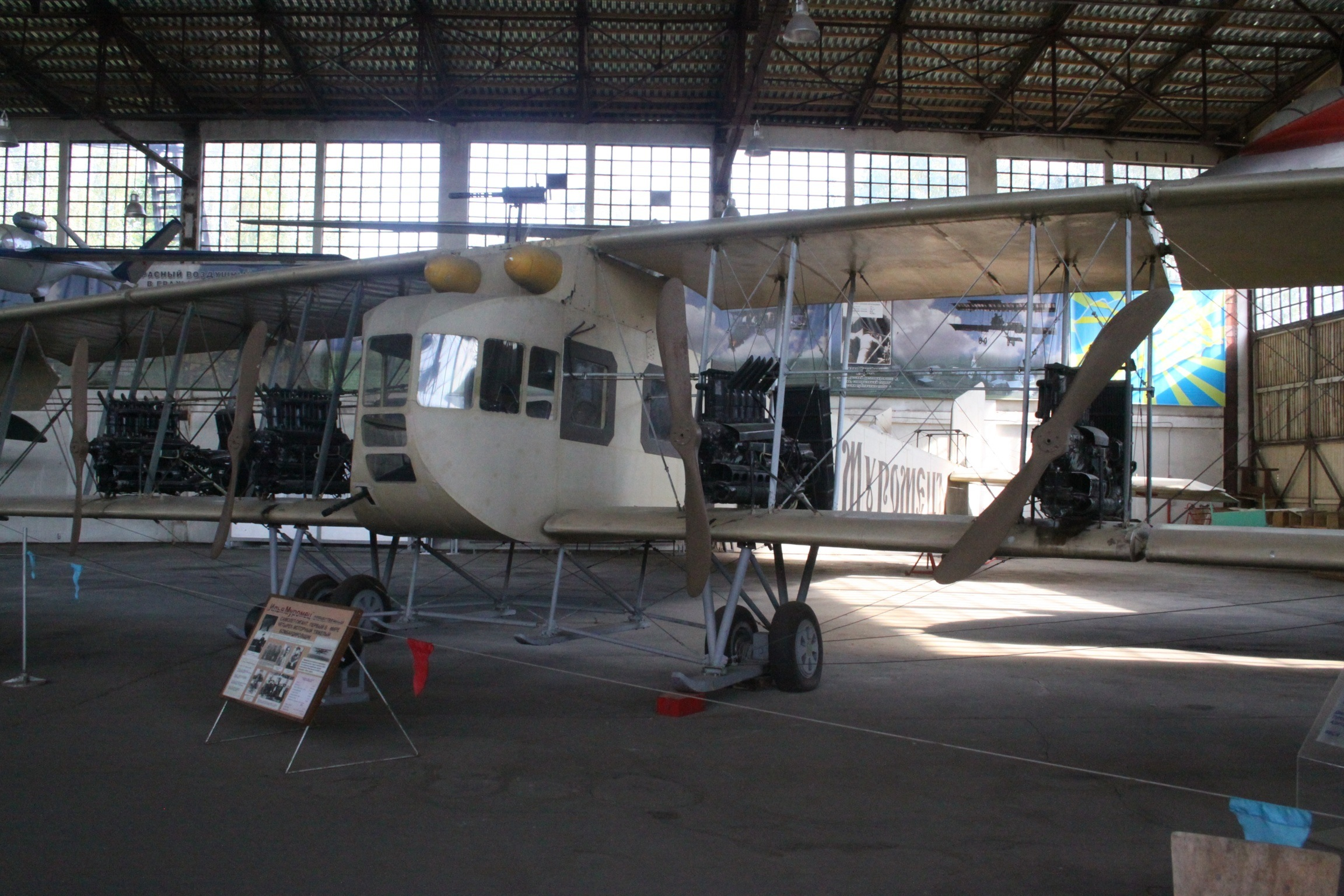
Réplica del Sikorsky Ilyá Múromets.
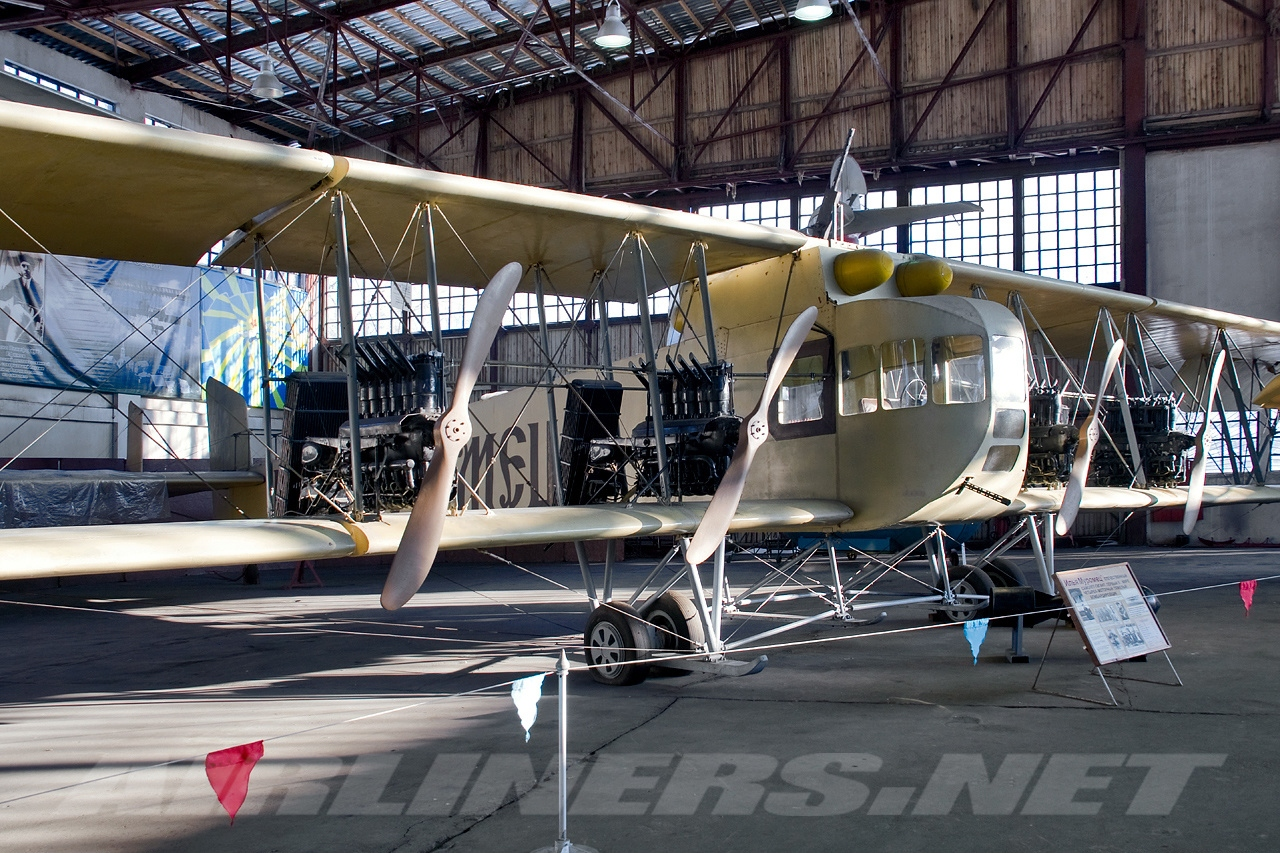
Réplica del Sikorsky S-22 en el Museo de la Fuerza Aérea; Monino.
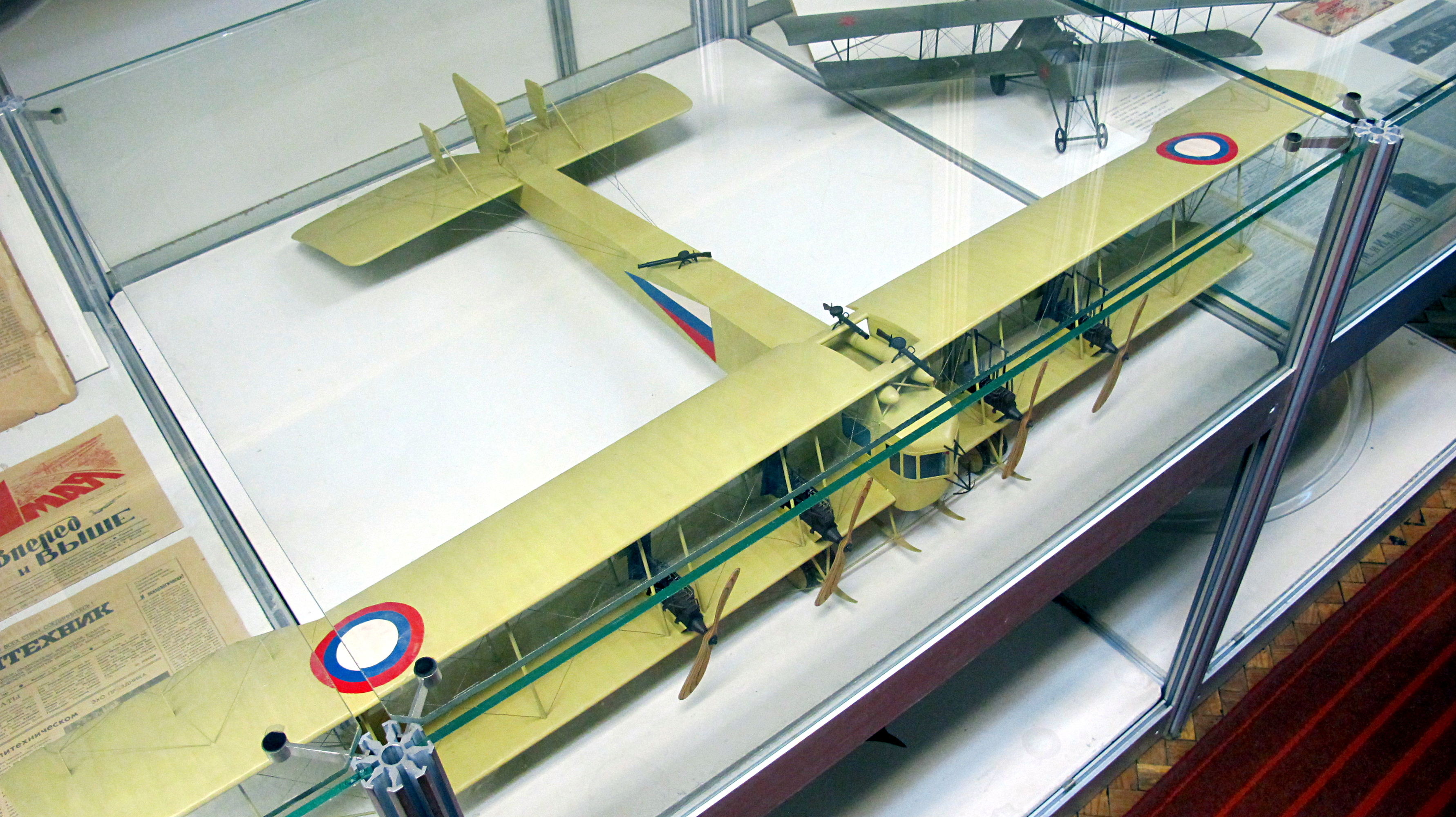
Modelo a escala expuesto en el M:AI Museum, Gelsenkirchen.
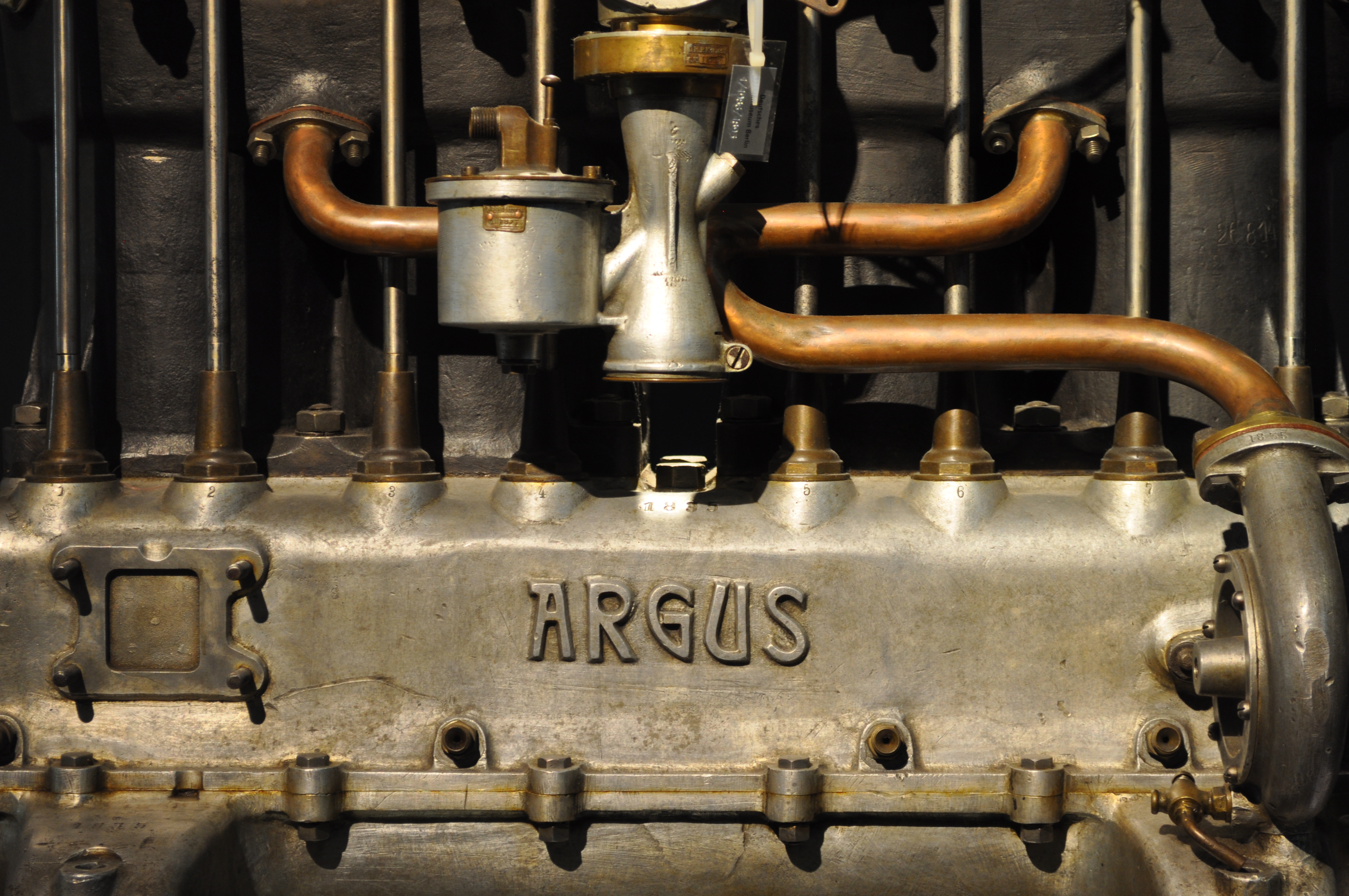
Motor Argus AS 1.
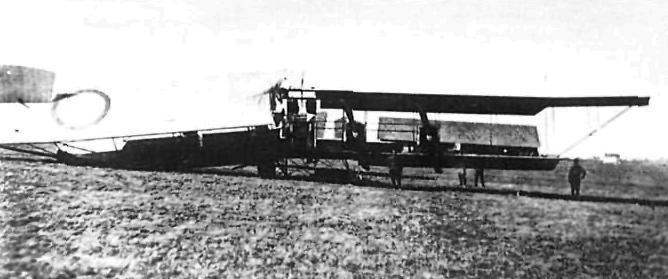
Sikorsky S-23 dañado tras el ataque a la estación ferroviaria de Daudzeva, Letonia, 1916.
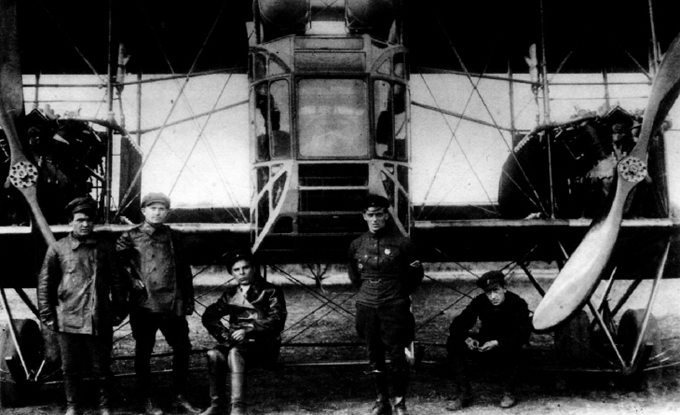
Ilya Muromets nº 280, en el centro su comandante A.K. Tumansky, hermano del celebre diseñador de motores Sergei Tumansky.